# Monochamus tridentatus
Monochamus tridentatus es una especie de escarabajo longicornio del género Monochamus, familia Cerambycidae. Fue descrita científicamente por Chevrolat en 1833.
Esta especie se encuentra en Madagascar.